# جيوفري كيزيتو
جيوفري كيزيتو (بالإنجليزية: Geoffrey Kizito)‏ (2 فبراير 1993 أوغندا - ) هو لاعب كرة قدم أوغندي، يلعب كلاعب وسط.

## روابط خارجية
- جيوفري كيزيتو على موقع قاعدة بيانات كرة القدم.إي يو (الإنجليزية)
- جيوفري كيزيتو على موقع ناشيونال فوتبول تيمز (الإنجليزية)
- جيوفري كيزيتو على موقع Soccerway.com (الإنجليزية)